# Oxyrhabdium
Genre
Oxyrhabdium est un genre de serpents de la famille des Lamprophiidae.

## Répartition
Les espèces de ce genre se rencontrent sur l'île de Java en Indonésie et aux Philippines.

## Liste d'espèces
Selon The Reptile Database (6 janv. 2012) :
- Oxyrhabdium leporinum (Günther, 1858)
- Oxyrhabdium modestum (Duméril, 1853)

## Publication originale
- Boulenger, 1893 : Catalogue of the Snakes in the British Museum (Natural History), vol. 1, p. 1-448 (texte intégral).